# Profesor Neřád
Profesor Neřád (podtitul Konec tyrana, německy celým názvem Professor Unrat oder Das Ende eines Tyrannen) je psychologický román Heinricha Manna napsaný roku 1904 a vydaný následujícího roku. Pojednává o maloměstském tyranovi, středoškolském profesoru Raatovi, kterému jeho žáci přezdívají Unrat (Neřád). Román byl několikrát zfilmován, nejslavnější adaptace pod názvem Modrý anděl pochází z roku 1930 (hlavní role Emil Jannings a Marlene Dietrichová).

## Děj
Profesor Raat, kterému nikdo neřekl jinak než Neřád (v něm. Unrat), je třídním kvinty na gymnáziu. Ve své třídě udržuje pořádek zákeřnými praktikami, za něž ho většina studentů nenávidí. Jeho bývalí studenti na něj pohlížejí spatra, s odstupem času však zaujímají postoj zbytku města, pro které je Neřád pouze zajímavým rozptýlením všedních dní.
Jednoho dne dá Neřád studentům napsat kompozici, přičemž téma zadá tak, aby úkol nebylo možné splnit. Proti tomuto jeho činu vystoupí trojice žáků – Lohman, Ertzum a Kieselack. Neřád zakročí a, jako obvykle, situaci vyřeší tak, že je pošle do „pelechu“, což je společná šatna třídy (v knize ale pojem „pelech“ slouží jako synonymum pro „odstranění ze společnosti / z očí“). Když pak jde domů opravovat písemky, narazí v Lohmanově práci na krátkou básničku, kterou věnoval jisté Rose Frohlichové. Na tom by nebylo nic tak závažného, nebýt posledního verše, kde stálo: „…a kdybys snad otěhotněla - “.
Neřád se okamžitě pouští do hledání dané ženy. Po několika marných pokusech ji náhodou nachází v jednom z městských lokálů. Jde o umělkyni, která vystupuje – zpívá a všelijak se předvádí. Neřád v lokále načapá i studenty, ti však rychle utečou. Rosa si ho postupně omotá kolem prstu a Neřád za ní musí neustále chodit (nejprve pouze proto, aby odradil studenty, později ale zjistí, že se mu po Rose stýská, když s ní není). Je to pro něj něco zcela nového – Rosa (podle něj) převyšuje všechny ostatní lidi a nezaslouží si, aby ji kdokoli osočoval či ubližovat. Bere si ji (svým způsobem) pod svou ochranu a udělá si z ní něco jako modlu.
Trojice studentů se na Neřáda zlobí, ale nemohou nijak zasáhnout – v lokále neměli co dělat, takže si nedovolí vystoupit proti Neřádovi. Ovšem ani Neřád zakročit nemůže, protože by to nenávratně pošramotilo jeho pověst (která je i tak dost pochybná). Navzájem se nějakou dobu ignorují. Jednoho dne ovšem vyplují napovrch jisté skutečnosti – Lohman s ostatními poničili jakousi kapličku a jsou proto potrestáni. Chtějí se však pomstít i Neřádovi, a proto obviní Rosu – Neřádovo slabé místo. Rosa vyvázne bez trestu, ale i přes to je Neřádova důvěra v ni otřesena. Rosa se vzdává a odhaluje Neřádovi své tajemství – malou dcerku.
O dva roky později jsou už z Neřáda a Rosy manželé. Jejich vztah je ovšem přinejmenším zvláštní – Rosa Neřáda nemiluje, ale zvykla si na bezstarostný život, který ji profesor může poskytnout. Naproti tomu Neřád Rosu využívá, aby se mstil svým bývalým studentům. Společně si u sebe doma založí salón, do kterého se chtějí podívat snad všichni lidé z města, ale který má pochybnou pověst spojenou s pochybnými „hrami“, nekalými praktikami a pořádáním orgií. Dlouho si tohoto blahobytu užívat nemohou a brzy se zadluží.
Rosa má spousty milenců, nic z toho ale Neřádovi nevadí. Z jeho bývalé trojice žáků se mu dva podaří zničit, zbývá už jenom Lohman, ten nejhorší. Rosa má však přísně zakázáno se s ním setkávat, protože Lohman je jediný člověk, ve kterém Neřád vidí konkurenci a nebezpečí. I přes to se potkají a Rosa pozve Lohmana k sobě domů. Neřád je zastihne (Rosa zpívá píseň, kterou jí před dvěma lety Lohman složil) a přestane se ovládat. Pokusí se Rosu uškrtit, ale Lohman zasáhne. Neřád v afektu ukradne Lohmanovi peněženku – Lohman zavolá policii a Neřád je odvezen i s Rosou do vězení…

## Rozbor díla
Autor se na první pohled staví na stranu společnosti, které je despota Neřád pro smích, ale jak se příběh vyvíjí, je Neřád nakonec lepší než ostatní
- je zde kladen důraz na kritiku společnosti, která se jeví velmi pokrytecky
-Neřád sice dostál svému „jménu“, ale nikdy se nebál postavit se za své názory
- Rosa, ačkoli dříve možná ostatní převyšovala, sklouzla pod vlivem Neřáda na stejnou úroveň jako on, ne-li ještě níže
- velmi výraznou osobou byl také Lohman, který Neřáda do jisté míry obdivoval
- Neřádovi dlouho trvalo, než mu něco došlo, ale když zjistil, že trestat a ponižovat se dá i jinak, než vyloučením ze školy, stal se z něj umanutý stařec bažící po pomstě za všechno, čeho se na něj studenti za celý život dopustili
- ačkoli Rosa své chování omlouvala tím, že to dělá pro svou dceru, aby pak nemusela skončit jako ona, bylo v jejím chování i něco samolibého, co chtělo s lidmi manipulovat
- jediná společnost ze všeho vyvázla téměř bez úhony – jakmile Neřád zmizel, začali zase ovládat svůj chtíč a skrývat se za masky a pokračovali v běžném životě